# Urkeimzelle
Urkeimzellen (englisch primordial germ cells), auch als Urgeschlechtszellen oder Gonozyten bezeichnet, sind die Voraussetzung für die geschlechtliche Fortpflanzung. Beim menschlichen Embryo wandern sie in der 3. Woche vom Ektoderm durch den Dottergang in die Wand des sekundären Dottersacks. In der Wand des sekundären Dottersacks reifen sie zu reifen Urkeimzellen an. In der 6. Woche wandern die Urkeimzellen am Dottersack entlang, durch den Dottergang, danach durch den Enddarm und das Mesenterium und treffen anschließend in den Genitalleisten ein. Während dieser Wanderung durchlaufen die Urkeimzellen mitotische Teilungen und vermehren sich dadurch. Die Genitalleisten mit den Urkeimzellen und der Urnierenleiste bildet die indifferente Gonadenanlage. Bei allen Wirbeltieren werden Urkeimzellen frühzeitig in der Entwicklung von den Körperzellen (Somazellen) separiert. Aus einer Urkeimzelle entstehen Keimzellen.

## Wichtige Schritte
1. Wanderung der Urkeimzellen zu den sich entwickelnden Gonaden
2. Mitotische Proliferationsphase
3. Durchlaufen der Meiose
4. Differenzierung zu reifen Gameten